# 诺因埃格

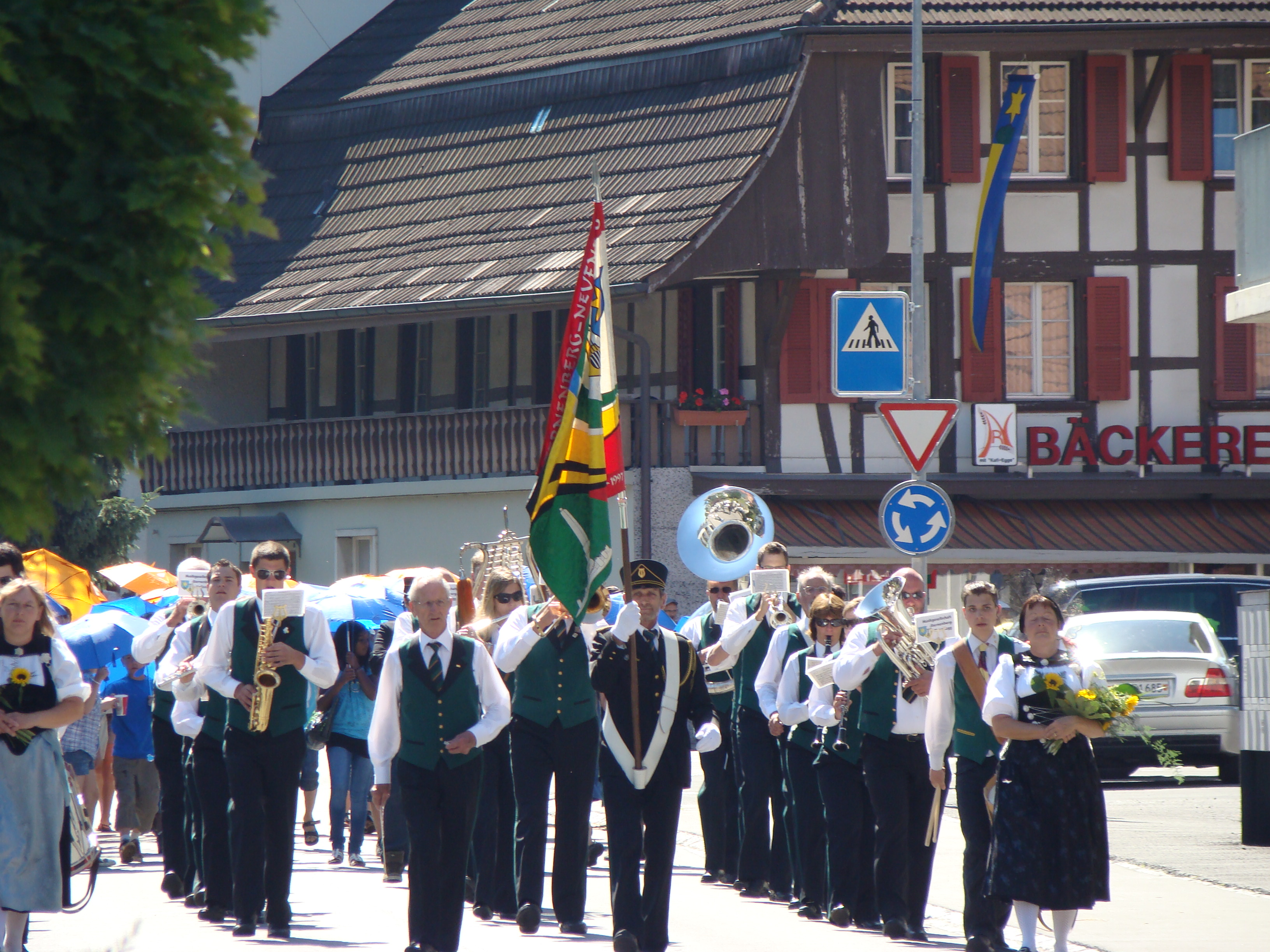

诺因埃格（德語：Neuenegg）是瑞士的城鎮，位於該國中西部，由伯恩州負責管轄，面積21.87平方公里，海拔高度525米，2011年人口4,885，七成人口信奉基督教，人口密度每平方公里223人。